# ブズーキ

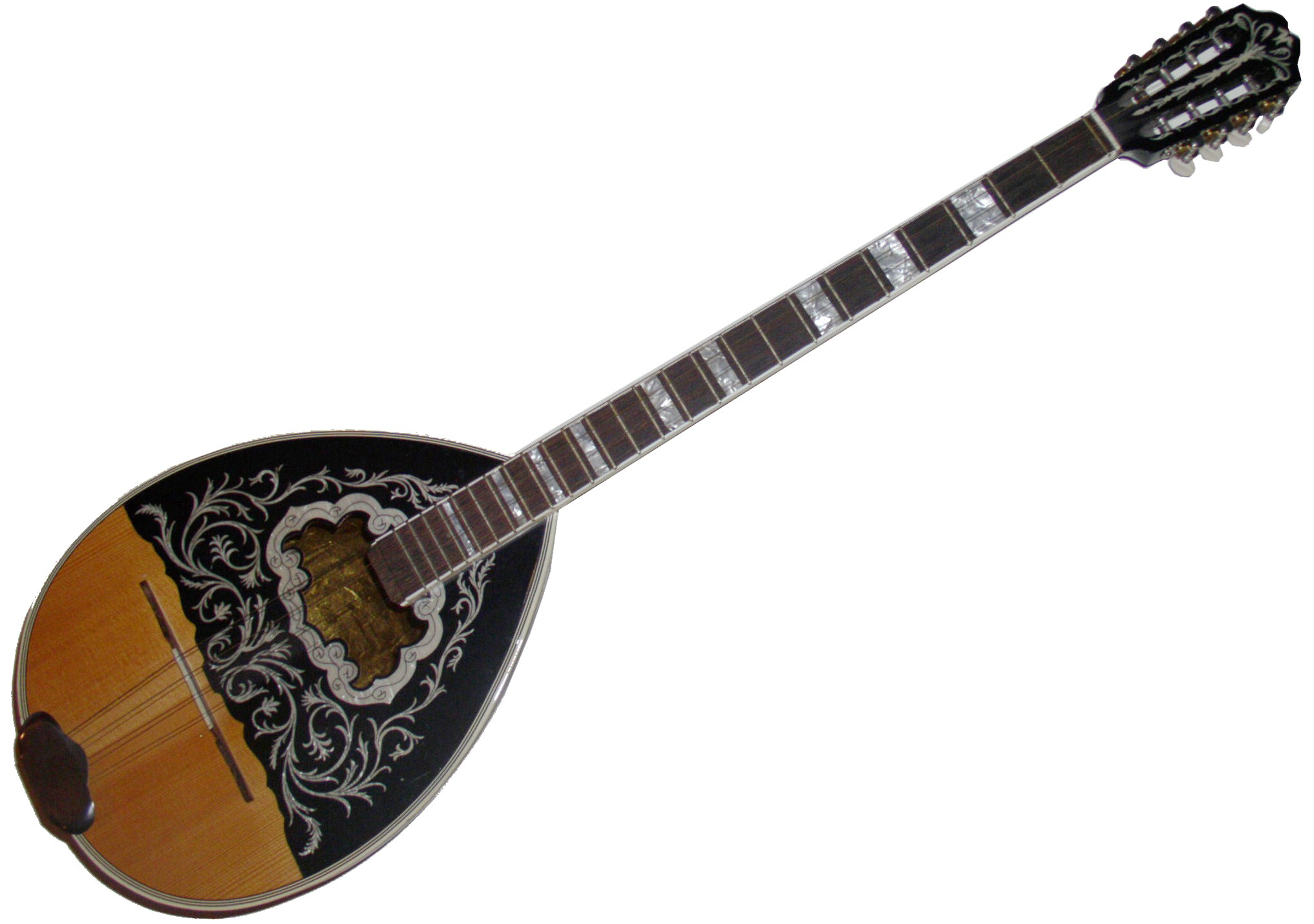
ブズーキ

ブズーキ (ギリシア語: μπουζούκι、bouzouki) は現代のギリシャ音楽で中心となる弦楽器である。ギリシャの他にもセルビアやボスニア・ヘルツェゴビナといったバルカン半島の民族音楽や、さらにはアイルランド音楽でも使用される。洋梨を半分に割ったような形のボディと長いネックを備える。リュート属に分類される楽器の一つであり、形状はマンドリンと似通っている。演奏にはピックが用いられ、鋭い金属的な音を特徴とする。

## 種類
ギリシャのブズーキは、当初は弦が3対（6本）だったが、20世紀中期頃に4対（8本）の弦のタイプも登場した。
アイルランド伝統音楽のバンド、スウィニーズ・メンに在籍していたジョニー・モイニハンによってアイルランド伝統音楽に取り入れられ、ドーナル・ラニーによって、ギターのようなフラットバックを持つ新しいブズーキが開発された。この形状の楽器を特に、アイリッシュ・ブズーキと俗称する。ギターのボディを持ったブズーキもアイルランド音楽では使われている。

## 参照項目
- レベティコ